# Leptinotarsa juncta
Leptinotarsa juncta är en skalbaggsart som först beskrevs av Ernst Friedrich Germar 1824.  Leptinotarsa juncta ingår i släktet Leptinotarsa och familjen bladbaggar. Inga underarter finns listade i Catalogue of Life.